# Corrhecerini
Corrhecerini es una tribu de coleópteros polífagos de la familia Anthribidae. Contiene los siguientes géneros:

## Géneros
| - Anaulodes Kolbe, 1895 - Aneurhinus Thomson, 1858 - Antioxenus Jordan, 1924 - Apatenia Pascoe, 1859 - Aphaulimia Morimoto, 1972 - Aulodina Jordan, 1903 - Baseocolpus Jordan, 1949 - Cacephatus Blackburn, 1900 - Cleorisintor Jordan, 1923 - Commista Jordan, 1895 - Corrhecerus Schoenherr, 1826 - Cylindroides Fairmaire, 1886 - Dinomelaena Jordan, 1928 - Disphaerona Jordan, 1902 - Disphaeronella Frieser, 1991 - Enspondus Blackburn, 1900 - Etnalis Sharp, 1873 - Eugonodes Jordan, 1904 | - Gibber Jordan, 1895 - Habrissus Pascoe, 1859 - Lemurisintor Frieser, 1981 - Limiophaula Jordan, 1928 - Mionus Kuschel, 1998 - Nemotrichus Labram & Imhoff, 1838 - Nessiabrissus Jordan, 1894 - Nessiara Pascoe, 1860 - Nessiaropsis Jordan, 1914 - Oxyderes Jordan, 1928 - Pantorhaenas Jordan, 1928 - Phaenithon Schoenherr, 1826 - Phaulimia Pascoe, 1859 - Phides Pascoe, 1871 - Pistorhinus Kuschel, 1998 - Polycorhynus Schoenherr, 1839 - Strabus Jekel, 1860 - Ulorhinus Sharp, 1891 |